# برد با اختلاف اندک
برد با اختلاف اندک (انگلیسی: Won by a Neck) یک فیلم کوتاه پیشا-کد کمدی به کارگردانی راسکو آرباکل است که در سال ۱۹۳۰ منتشر شد.

## گزیدهٔ بازیگران
- لوید همیلتون
- آدی مک‌فیل
- روث هایات